# Karasgede
Karasgede is een bestuurslaag in het regentschap Rembang van de provincie Midden-Java, Indonesië. Karasgede telt 1885 inwoners (volkstelling 2010).